# Plac im. Marii Konopnickiej w Suwałkach
Plac im. Marii Konopnickiej (dawniej funkcjonujący również jako Park im. Marii Konopnickiej) – plac położony w centrum Suwałk, u zbiegu ulic Konopnickiej, Noniewicza, Sejneńskiej oraz Krótkiej.
Obrzeża placu zabudowane są eklektycznymi i klasycystycznymi kamienicami, co charakteryzuje starą zabudowę Suwałk.

## Historia
Od chwili powstania w pierwszej połowie XIX w. był to plac targowy, utworzony po przekształceniu Starego Rynku, czyli obecnego parku Konstytucji 3 Maja, w ogród miejski. Wówczas był nazywany Nowym Rynkiem lub Bazarnym. W tamtym czasie był to wybrukowany plac targowy z drewnianymi budkami handlowymi o powierzchni blisko dwóch hektarów. Było to jedno z najważniejszych miejsc handlowych w Suwałkach.
Po II wojnie światowej bruk usunięto i urządzono tu wypoczynkowy skwer miejski. Od tamtej pory dawny plac targowy przemienił się w park, który funkcjonował aż do drugiej dekady XXI w. Wówczas to władze miejskie podjęły decyzję o przywróceniu temu miejscu dawnej formy i stworzeniu placu, tak by było to miejsce spotkań towarzyskich, a także miejsce koncertów i imprez plenerowych. Po konsultacjach społecznych, zdecydowano się na formę pośrednią – z zachowaniem historycznego drzewostanu. 
W 1962 roku w parku ustawiono kamienny pomnik jego patronki – Marii Konopnickiej. Autorem pomnika był Bohdan Chmielewski. We wrześniu 2010 roku, pomnik został zastąpiony nowym, wykonanym z brązu. Nowy monument ma taką samą formę jak stary – przedstawia dwie stojące postaci: pisarkę i dziecko i został wykonany przez tego samego autora. Nowy pomnik powstał w związku z obchodami Roku Marii Konopnickiej w Suwałkach w setną rocznicę śmierci poetki, urodzonej w Suwałkach.
Przez plac przebiega Szlak turystyczny im. Marii Konopnickiej „Krasnoludki są na świecie”, zaś w pobliżu pomnika Konopnickiej znajdują się plenerowe figurki krasnali, przedstawiające Króla Błystka i Kocie Oczko, bohaterów baśni O krasnoludkach i o sierotce Marysi.